# Grusonia clavata
Grusonia clavata ist eine Pflanzenart in der Gattung Grusonia aus der Familie der Kakteengewächse (Cactaceae). Das Artepitheton clavata bedeutet ‚keulig, keulenartig‘. Trivialnamen sind „Club Cholla“ und „Dagger Cholla“.

## Beschreibung
Grusonia clavata wächst niedrigbleibend, ist weit ausgebreitet und bildet Matten von 5 bis 15 Zentimeter Höhe. Die Wurzeln sind faserig. Die kurz keulenförmigen, zu ihrer Basis hin deutlich verschmälerten, eiförmig gehöckerten Triebabschnitte sind 2,5 bis 7,5 Zentimeter lang und weisen Durchmesser von 1,5 bis 3 Zentimeter auf. Die kreisrunden Areolen sind mit weißer bis grauer Wolle und gelblich weißen Glochiden besetzt, die an den oberen Areolenteilen bis zu 4 Millimeter lang sind. Die sieben bis 15 weißen bis gelblichen bis ockerfarbenen Dornen befinden sich mehrheitlich an den Areolen in der Nähe der Triebspitzen. Die Dornen sind aufsteigend, kantig abgeflacht bis fast drehrund. Von den unteren Dornen sind drei bis fünf abwärts gebogen, weiß und 1,2 bis 3,5 Zentimeter lang. Die längeren von ihnen sind schwertförmig.
Die leuchtend gelben Blüten erreichen Längen von bis zu 2,5 Zentimeter. Die tönnchenförmigen bis ellipsoiden, gelben Früchte sind fleischig und mit Glochiden besetzt. Sie sind 3,5 bis 4,5 Zentimeter lang und weisen Durchmesser von 1,5 bis 2,5 Zentimeter auf.

## Verbreitung, Systematik und Gefährdung
Grusonia clavata ist in den Vereinigten Staaten Grasland der Great Plains sowie in Nord- und Zentral-Mexiko verbreitet.
Die Erstbeschreibung als Opuntia clavata erfolgte 1848 von George Engelmann. Harold Ernest Robinson stellte die Art 1973 in die Gattung Grusonia.  Weitere nomenklatorische Synonyme sind Cactus clavatus (Engelm.) Lem. (1868), Cylindropuntia clavata (Engelm.) F.M.Knuth (1930) und Corynopuntia clavata (Engelm.) F.M.Knuth (1936).
In der Roten Liste gefährdeter Arten der IUCN wird die Art als „Least Concern (LC)“, d. h. als nicht gefährdet geführt. Die Entwicklung der Populationen wird als stabil angesehen.

## Nutzung
Die Triebe von Grusonia clavata werden medizinisch genutzt.

## Nachweise